# Cupinharós
Os Cupinharós foram um grupo indígena, atualmente considerado extinto, que habitava o estado brasileiro do Piauí durante o século XVIII.